# Grand Prix de Plumelec 1977
Il Grand Prix de Plumelec 1977, quarta edizione della corsa, si svolse il 14 maggio su un percorso con partenza e arrivo a Plumelec. Fu vinto dal francese André Chalmel della Gitane-Campagnolo davanti ai suoi connazionali Jacques Bossis e André Corbeau.

## Ordine d'arrivo (Top 10)
| Pos. | Corridore         | Squadra                 | Tempo |
| ---- | ----------------- | ----------------------- | ----- |
| 1    | André Chalmel     | Gitane-Campagnolo       |       |
| 2    | Jacques Bossis    | Gitane-Campagnolo       |       |
| 3    | André Corbeau     | Miko-Mercier-Hutchinson |       |
| 4    | Michel Le Denmat  | Lejeune-BP              |       |
| 5    | Alain De Carvalho | Flandria-Velda-Latina   |       |
| 6    | Jean-Raymond Toso | Peugeot-Esso-Michelin   |       |
| 7    | Bernard Hinault   | Gitane-Campagnolo       |       |
| 8    | Joop Zoetemelk    | Miko-Mercier-Hutchinson |       |
| 9    | Roger Legeay      | Lejeune-BP              |       |
| 10   | Alain Meslet      | Gitane-Campagnolo       |       |